# Vogelnest
Een vogelnest is een broedplaats voor vogels. Het nestmateriaal wordt verzameld uit de omgeving en bestaat in de regel uit organisch materiaal zoals takjes, grassprieten en bladeren. Het biedt de vogels een veilige plaats om hun eieren in te leggen en hun nakomelingen te voeden tot ze zelfstandig kunnen vliegen. Sommige andere dieren, waaronder eekhoorns, krokodillen en de koningscobra bouwen eveneens een nest om de eieren in te bergen, dan wel om jongen in groot te brengen.
Vogelnesten zijn er in vele maten en vormen en ook de locatie van het nest verschilt. Sommige vogels bouwen hun nest in bomen (zoals kraaien), terwijl andere ze op rotsachtige richels bouwen (zoals adelaars en veel zeevogels). Ook op het water kan men nesten aantreffen, bijvoorbeeld dat van de meerkoet.
Enkele nesttypes:
- Grondnest (bijvoorbeeld struisvogel)
- Platformnest (bijvoorbeeld zwarte kraai)
- Holtenest (bijvoorbeeld groene specht)
- Komvormig nest (bijvoorbeeld merel)

Het nest van een roofvogel wordt ook wel horst genoemd.

## Galerij

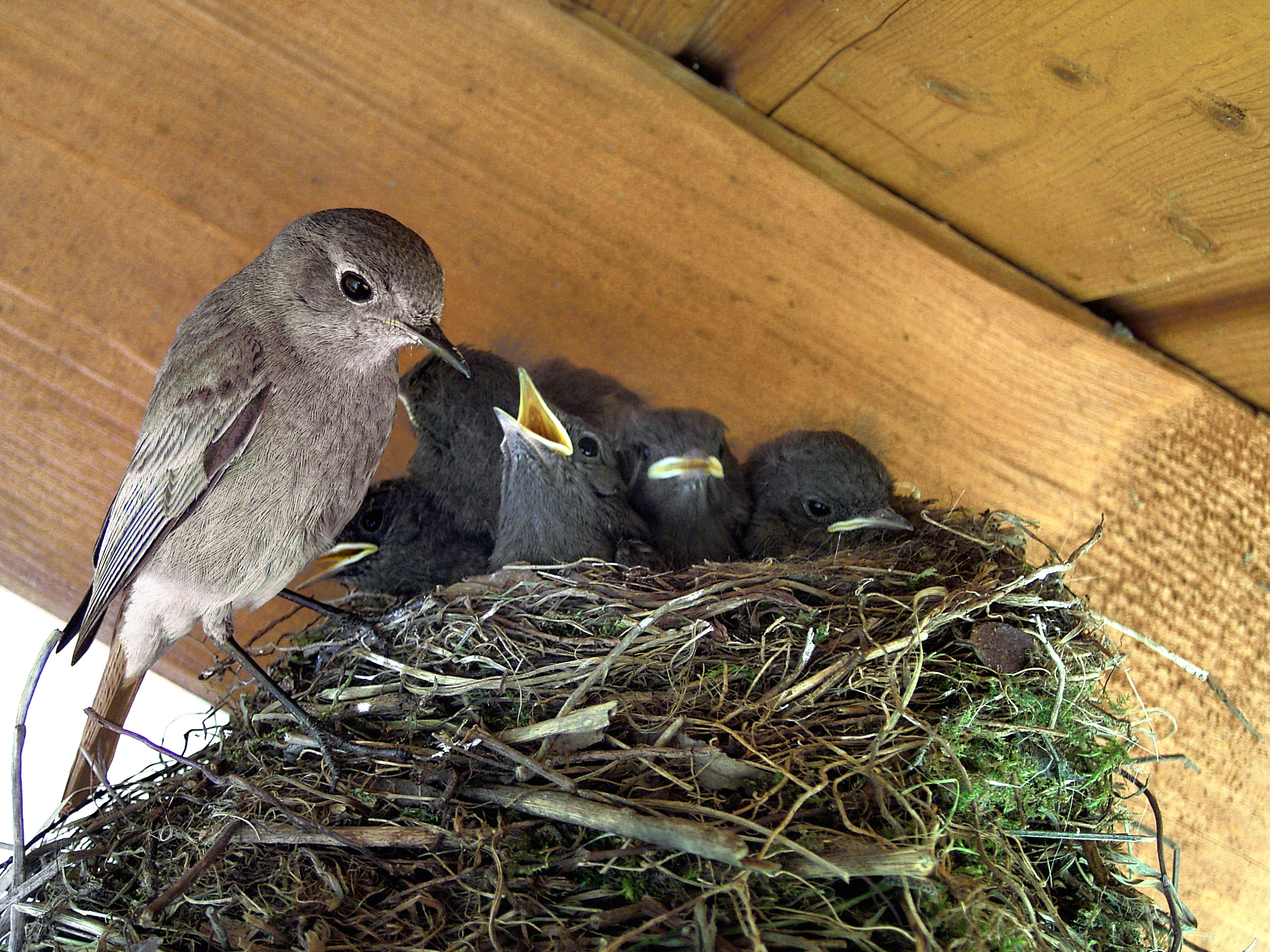
Onder een dak gebouwd nest van een zwarte roodstaart
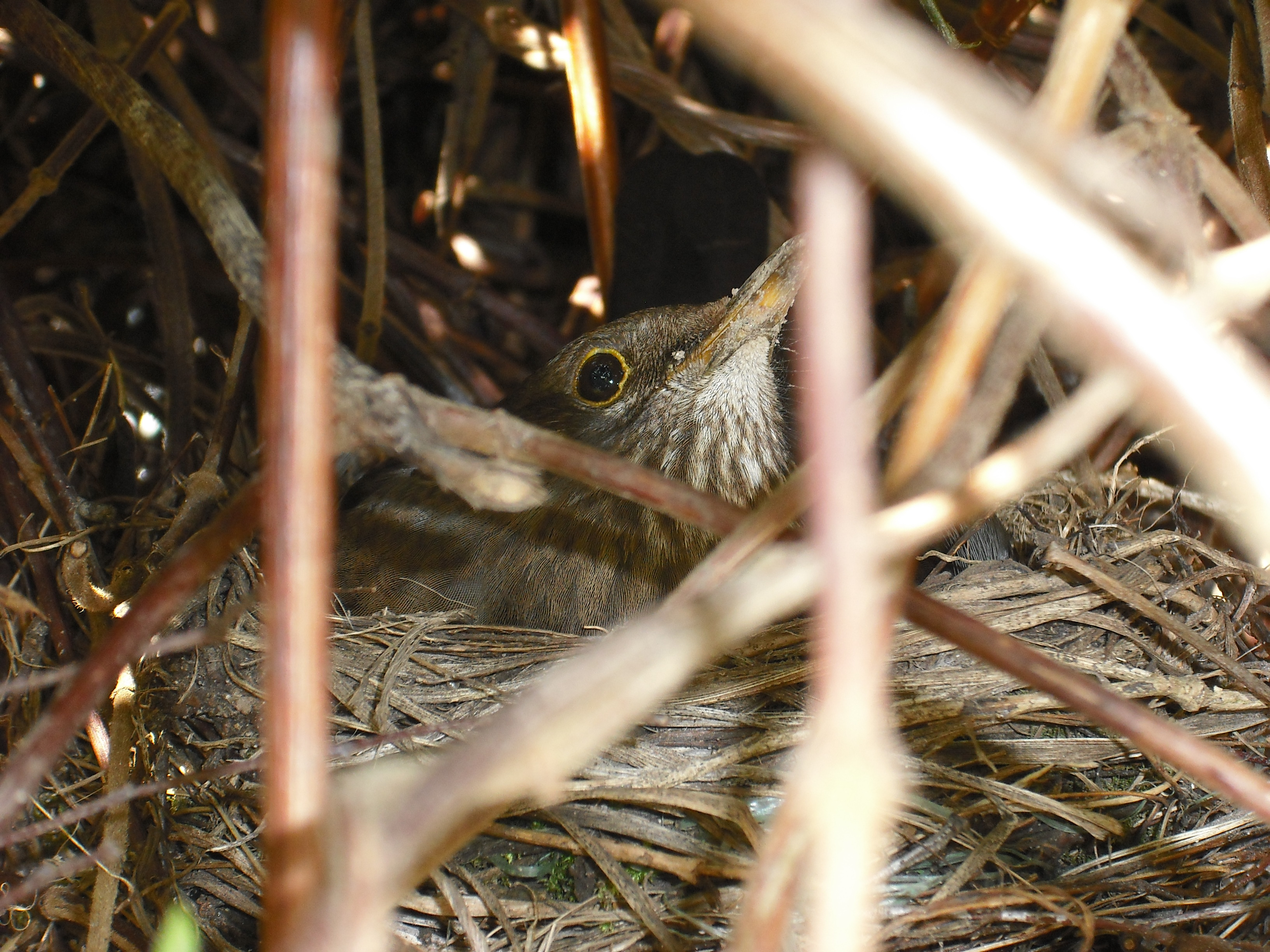
Merel op nest te Donsbrüggen
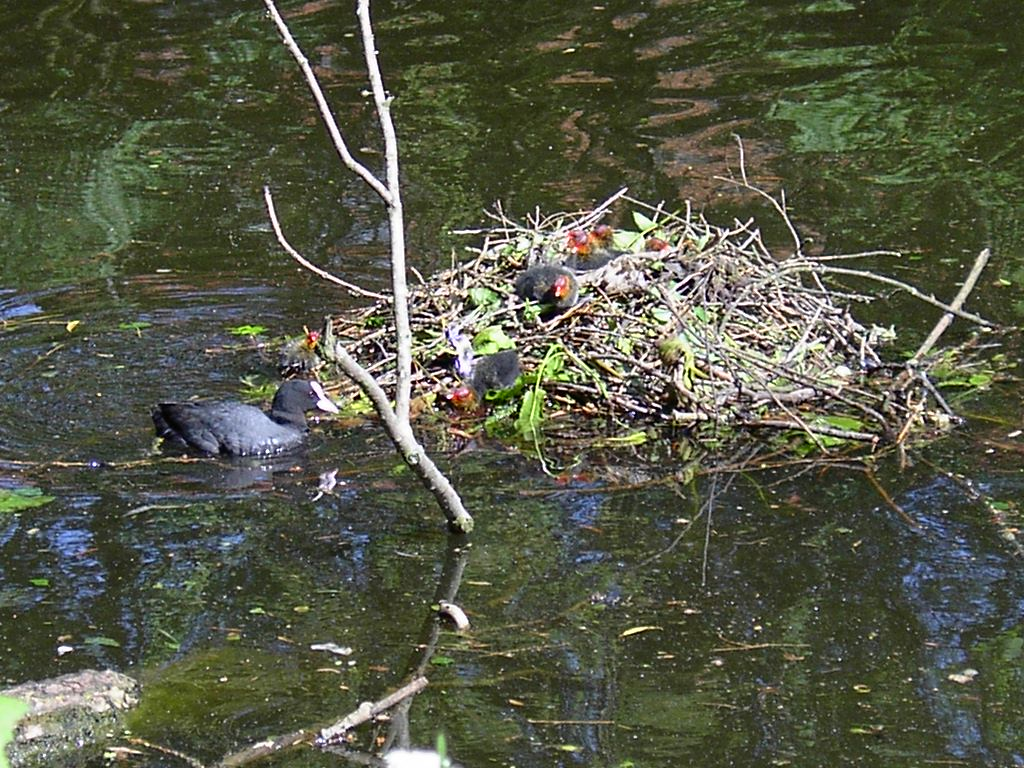
De meerkoet bouwt zijn nest op het water